# Efecto bouba/kiki

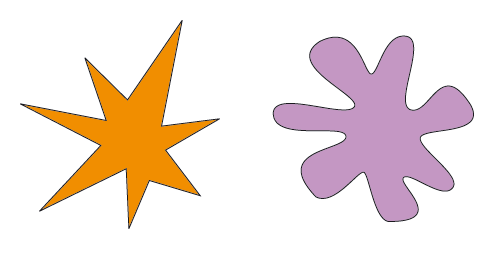
Esta imagen se usa para mostrar que la relación entre formas y sonidos no es siempre arbitraria: sujetos hispanohablantes en las islas Canarias eligieron para la figura de la izquierda «takete» y a la figura de la derecha «baluba».

El efecto bouba/kiki fue descubierto por el psicólogo Wolfgang Köhler en 1929. En sus experimentos llevados a cabo en la isla de Tenerife, donde el español es la lengua primaria, Köhler mostró formas similares a las de la imagen de la derecha a una serie de sujetos, y encontró una fuerte preferencia a asociar la forma puntiaguda con el nombre «takete» y  redondeada con el nombre «baluba» («maluma» en la versión de 1947).
En el año 2001, Vilayanur S. Ramachandran y Edward M. Hubbard repitieron el experimento usando las palabras «kiki» y «bouba» y preguntaron a una gran cantidad de sujetos «¿cuál de estas formas es bouba y cuál es kiki?». En estos experimentos conducidos tanto con hablantes de inglés como de tamil, 95 % a 98 % eligieron la forma redondeada como bouba y la puntiaguda como kiki, sugiriendo que el cerebro humano de alguna manera extrae propiedades abstractas de las formas y sonidos. Un trabajo reciente por Daphne Maurer et al. ha mostrado que incluso niños de 2 años y medio (demasiado pequeños para leer) muestran este efecto.
Ramachandran y Hubbard sugieren que el efecto kiki/bouba tiene implicaciones para la evolución del lenguaje, porque sugiere que el nombramiento de los objetos no es completamente arbitrario. Quizás se llame «bouba» a la forma redondeada porque la boca hace un movimiento más redondeado para producir el sonido, mientras que necesita un movimiento más tenso y angular para producir el sonido de «kiki». Además, los sonidos de la K es una consonante explosiva y más fuertes que los de la B. La presencia de estos «mapeos sinestésicos» sugiere que este efecto puede ser la base neurológica para el simbolismo sonoro, en el que los sonidos son mapeados a objetos y eventos de una manera no arbitraria.
Individuos con autismo no muestran una preferencia tan fuerte. Donde las personas promedio acuerdan con el resultado típico el 90 % de las veces, los individuos con autismo solo acuerdan el 60 % de las veces.